# زوران توشیچ
زوران توشیچ (صربی: Zoran Tošić؛ زادهٔ ۲۸ آوریل ۱۹۸۷) یک بازیکن فوتبال اهل صربستان است.

## تیم ملی
وی همچنین در تیم ملی فوتبال صربستان بازی کرده است.